# 姜胜耀
姜胜耀(1959年10月—)，男，吉林九台人，中国学者，现任清华大学党委常务副书记、副校长。主要从事反应堆工程和安全领域的研究。